# 5668 Фуко
5668 Фуко́ (5668 Foucault) — астероїд головного поясу, відкритий 22 березня 1984 року.
Тіссеранів параметр щодо Юпітера — 3,595.